# Cosmo (Musiker)
Cosmo (* 21. Februar 1982 als Marco Jacopo Bianchi in Ivrea, Metropolitanstadt Turin) ist ein italienischer Musiker.

## Karriere
Cosmo begann seine Karriere als Frontman der Indie-Rock-Band Drink to Me, die er 2002 mitbegründete. Mit dieser veröffentlichte er bis 2014 vier Alben. 2013 erschien das Album Disordine, mit dem der Musiker seine Solokarriere begann. Das Album wurde von unabhängigen Musiklabels als bestes Debüt ausgezeichnet. Mit dem zweiten Album L’ultima festa wurde Cosmo auch bei einem breiteren Publikum bekannt. 2017 gelang ihm mit dem Lied Sei la mia città, an dem Jovanotti beteiligt war, ein kleiner Hit; das dritte Album Cosmotronic erreichte 2018 erstmals die italienischen Charts.
Währenddessen arbeitete Cosmo mit verschiedenen Musikerkollegen zusammen, etwa als Songwriter für Francesca Michielin oder als Duettpartner von Achille Lauro und Marracash. 2021 legte er im Verleih von Sony sein viertes Album La terza estate dell’amore vor, das die Top 10 der Charts erreichen konnte.

## Diskografie

### Alben
| Jahr | Titel Musiklabel                           | Höchstplatzierung, Gesamtwochen, AuszeichnungChartsChartplatzierungen (Jahr, Titel, Musiklabel, Platzierungen, Wochen, Auszeichnungen, Anmerkungen) | Anmerkungen                                              |
| Jahr | Titel Musiklabel                           | IT | Anmerkungen                                              |
| ---- | ------------------------------------------ | --- | -------------------------------------------------------- |
| 2013 | Disordine 42Records                        | — | Erstveröffentlichung: 14. Mai 2013                       |
| 2016 | L’ultima festa 42Records                   | — | Erstveröffentlichung: 8. April 2016                      |
| 2018 | Cosmotronic 42Records/Believe              | IT13 Gold · (30 Wo.)IT | Erstveröffentlichung: 12. Januar 2018 Verkäufe: + 25.000 |
| 2021 | La terza estate dell’amore 42Records/Sony  | IT10 (3 Wo.)IT | Erstveröffentlichung: 21. Mai 2021                       |
| 2024 | Sulle ali del cavallo bianco Columbia/Sony | IT16 (1 Wo.)IT | Erstveröffentlichung: 15. März 2024                      |

### Singles (Auswahl)
| Jahr | Titel Album                         | Höchstplatzierung, Gesamtwochen, AuszeichnungChartsChartplatzierungen (Jahr, Titel, Album, Platzierungen, Wochen, Auszeichnungen, Anmerkungen) | Anmerkungen                                                 |
| Jahr | Titel Album                         | IT | Anmerkungen                                                 |
| --- | ----------------------------------- | --- | ----------------------------------------------------------- |
| 2017 | Sei la mia città Cosmotronic        | IT— PlatinIT | Erstveröffentlichung: 19 Mai 2017 Verkäufe: + 50.000        |
| 2018 | Quando ho incontrato te Cosmotronic | IT— GoldIT | Erstveröffentlichung: 28. September 2018 Verkäufe: + 25.000 |
| Folgende Lieder erschienen nicht als Single, wurden aber durch das Album zum Download und Streaming bereitgestellt und konnten somit eine Platzierung erlangen: |                                     | |                                                             |
| |                                     | |                                                             |
| 2019 | Greta Thunberg (Lo stomaco) Persona | IT18 Gold · (5 Wo.)IT | Verkäufe: + 35.000 Marracash feat. Cosmo                    |

Weitere Lieder mit Auszeichnungen
- 2016: L’ultima festa (IT: Platin, Verkäufe: + 50.000[3])

## Belege
1. ↑  Chi è Cosmo il Cantante? Età, Moglie, Prof di Storia e Sanremo 2022 | Chiecosa. In: ChieCosa.it. 4. Februar 2022, abgerufen am 23. Februar 2022 (italienisch).
2. ↑  Alben von Cosmo. In: Italiancharts.com. Hung Medien, abgerufen am 4. Dezember 2021.
3. 1 2 3 4 5  Certificazioni. FIMI, abgerufen am 4. Dezember 2021 (italienisch).
4. ↑  Archivio classifiche Top Singoli. FIMI, abgerufen am 4. Dezember 2021 (italienisch).

| Personendaten    | Personendaten                       |
| ---------------- | ----------------------------------- |
| NAME             | Cosmo                               |
| ALTERNATIVNAMEN  | Bianchi, Marco Jacopo (Geburtsname) |
| KURZBESCHREIBUNG | italienischer Musiker               |
| GEBURTSDATUM     | 21. Februar 1982                    |
| GEBURTSORT       | Ivrea, Metropolitanstadt Turin      |